# Az elátkozott part (könyv)
Rejtő Jenő regénye, Az elátkozott part 1940-ben íródott. A könyvben három jó barát; Csülök, Senki Alfonz és Tuskó Hopkins lelepleznek egy szélhámosságot, amely többek életébe is kerülhet. Rejtő hozza a könnyed, cinikus humorral átitatott stílust, lehetetlen és szeretni való szereplőket vonultat föl, miközben háborúval, pénzzel és életükkel játszanak a főhősök. Szintén 1940-ben készült el a történet folytatása, A három testőr Afrikában.

## Történet
|  | Alább a cselekmény részletei következnek! |

Csülök matróz, papírok és állás nélkül. Orán kikötőjében vesztegel, mikor barátja, Tuskó Hopkins felajánlja, hogy segít. Kikötnek a Török Szultánnál, aki egy hajón lakik és nincs nadrágja. Tuskó odaadja a nadrágját a Töröknek vacsoráért cserébe, de a Török becsapja őket és eltűnik. Később kiderül, hogy a hajófenékben egy hulla van, ezért Csülök elmegy segítségért. Senki Alfonzzal tér vissza, de ekkorra Tuskó már holtan fekszik. Felbukkan a Török, majd egy kisebb verekedés során tisztázódik, hogy nem ő ölte meg, sőt Tuskó nem is halt meg, csak elájult. Orvosért mennek, de mire visszatérnek Kvasztics doktorral, Tuskó eltűnik. Csülök és Alfonz megesküsznek, hogy megbosszulják és hazamennek.
Pár hónappal később egy közös munkájuk balul sül el és menekülniük kell. A Fort St. Therese-be menekülnek a rendőrök elől és beállnak a légióba. Egyik szolgálatuk során, amikor díszőrségen vannak, egy palota előtt megpillantják a vendégek között Tuskót századosi egyenruhában. Tuskót megtalálták ájultan egy sikátorban (ahova a hajóról a Török Szultán vitte el, majd értesítette a katonai kórházat), és azt hitték róla, hogy Mander százados. Kórházba vitték, felépült, de nem meri bevallani az igazat, mert nagy eséllyel leültetik. Alfonz és Csülök beosonnak az épületbe és véletlenül belebotlanak Laméter kapitányba, aki történetesen Tuskót akarja megölni. Kiderül, hogy Laméter kapitányt halálra ítélték hazaárulásért és gyilkosságért, csak Mander százados tanúvallomása tudná felmenteni. Sajnos Tuskó nem tud semmit.
A Laméter ügy röviden: Laméter a Général du Négrier cirkáló kapitánya volt. Lord Peevbrock eltűnt Afrikában, ezért értesítették a helyőrséget, hogy kutassanak utána. Végül ráakadtak egy gambiai kórházban, ahol tífusszal feküdt. Ugyancsak tífuszos volt vadásztársa, Mander százados. Jelentésükből kiderül, hogy hatalmas kincsre bukkantak. A fongi bennszülött törzs fővárosán túl, Tamaragdától északra dús gyémántbánya van. A Général du Négrier utasítást kapott, hogy egy jól felszerelt, szakemberekkel, megfelelő eszközökkel ellátott expedíciót vigyen magával a fedélzetén, hajózzon fel velük a tengerről a Szenegál folyón, amíg csak a vízállás megengedi, és várja meg ott, amíg célhoz ér a társaság. Közben elfogtak egy kémet, akinél egy rejtélyes levelet találtak. Az állt benne, hogy: „A kapitányt megvettük. Az expedíciót Mimbini elpusztítja.” Egy hét múlva visszatért a hajó, és Laméter azt állította: rádiójelentést kapott, amelyben Mander százados közölte, hogy célhoz ért, és kéri, forduljon vissza a csatahajó, mert a bennszülötteket nyugtalanítja. Lamétert azonnal őrizetbe vették, mert közben jelentés jött Szenegálból, hogy a társaság nem érkezett meg Tamaragdába, repülők nem találják a nyomukat, és rádióhívásra nem felelnek. Valószínű, hogy az expedíció elpusztult. Így a kémnél talált levél szörnyű bizonyíték Laméter ellen.
Alfonz, Csülök és Tuskó elhatározzák, hogy kiszabadítják Lamétert, megkeresik az eltűnt expedíciót, és ha már ott járnak, megakadályozzák a vérontást, mindezt természetesen egy kisebb részesedésért a gyémántbányából. Lamétert kiszabadítják, majd Tuskóval a légió „tiszteletbeli tagjai lesznek”, magyarul lopott egyenruhákban futkároznak fel-alá a légióban, valahogy mindig kikerülve a bonyodalmat. Rövid úton kijutnak Szenegálba, ahol Tuskó tehetségének köszönhetően egy tankon szöknek meg. Laméter előremegy, a három jómadár később követi. Tamaragdába tartanak, útközben egy helyi vezető csatlakozik hozzájuk. Mander százados naplója és térképei alapján rájönnek, hogy az eltűnt expedíció a Szenegál folyó túlpartján haladt, ahol felépítették Tamaragda tökéletes mását és csapdába csalták őket. Üzenetet küldenek Laméternek és elindulnak a folyó túlpartján. Elfogják Alfonzékat és behurcolják az ál-Tamaragdába, ahol kiderül a rejtély.
Lord Peevbrock gyémántra bukkant egy vadászat során, de el akarta titkolni a felfedezést, mert a francia törvények szerint a megtalálónak csak részesedés jár, a bánya az állam tulajdonát képezi. Egy holland bankár segítségével felépítették a hamis falut, oda hívták Mander századost és elhitették vele, hogy akkor találták a gyémántbányát. Ajánlanak részesedést a hallgatásukért cserébe, de elutasítják. Ebben a drámai pillanatban fut be a felmentő sereg.
Tuskóék és Laméter megmenekülnek, kiderül pár érdekes dolog Senki Alfonz múltjáról és megkapják a részesedést a gyémántbányából. Végül, hogy teljes legyen a happy end, Laméter feleségül veszi Lucyt, a menyasszonyát, aki hűségesen végigizgulta a történetet.

### Összefoglaló
A történet elején Csülök (aki egyben a narrátor) munkát és szállást keres. A problémák akkor kezdődnek, amikor a Török Szultán eltűnik Tuskó Hopkins nadrágjával, majd egy hullára lelnek a hajón. Csülök és Senki Alfonz segítségért mennek, de a légióban kötnek ki. További bonyodalmat jelent, hogy Tuskót megölik, de kiderül, hogy nem halt meg és ott van az a rokonszenves kapitány, akit halálra ítéltek és ki más mentené meg, ha nem Csülök és két barátja.
|  | Itt a vége a cselekmény részletezésének! |

## Szereplők
- Csülök (John Fowler): főszereplő, narrátor és saját állítása szerint író.
- Tuskó Hopkins: tömzsi, de nem kövér, az orra apró és egészen vörös. Állandóan szivarozik.
- Senki Alfonz: magas, vékony, sötét hajú, az elkerülhetetlen veszélyes és vonzó főhős, akit a világ összes országából kitiltottak.
- Török Szultán: elvileg barát, de nála sosem lehet tudni. Ennek következtében néha megverik.
- Potrien: Régóta szolgál a légiónál őrmesteri rangban.
- Kvasztics doktor: eredetileg orvos. Orosz és alkoholista. Mellékesen bárzongorista.
- Laméter kapitány: francia tengerész, ártatlanul vádolják, Lucy de La Rouban vőlegénye.